# Nomansland
|  | Denne artikel er oprettet af botten PalnaBot ud fra en ekstern database. Den kan derfor have sproglige fejl eller mangler. Denne skabelon kan fjernes efter kontrol af indholdet. |

Nomansland er en film instrueret af Karsten Geisnæs.

## Handling
Christian må med ét tage sit liv op til revision, da hans ekskæreste begår selvmord, og han efterfølgende selv får konstateret HIV. Ramt af kendsgerningerne ryger han ud på en seksuel flugt, indtil han endelig ser sig selv i øjnene.